# LaTeX
{\displaystyle \mathrm {L\!\!^{{}_{\scriptstyle A}}\!\!\!\!\!\;\;T\!_{\displaystyle E}\!X} },

Sigla LaTeX, tipărită cu LaTeX

scris ca LaTeX în varianta text, este un sistem de preparare a documentului, care permite tipărirea în format electronic cu ajutorul limbajului de programare 

{\displaystyle \mathrm {T\!_{\displaystyle E}\!X} } (TeX).
LaTeX a fost creat de Leslie Lamport în 1984 la SRI International și în timp a devenit principala metodă pentru programarea în TeX. Datorită capacităților de a programa în amănunt orice aspect care ține de publicarea unui material (articol, carte, tratat, broșură), LaTeX este folosit în general în mediu academic de către matematicieni, ingineri etc., dar și în mediul comercial, datorită costurilor reduse de utilizare (LaTex și TeX sunt gratuite; TeX este eliberat de către creatorul său, Donald Knuth, în domeniu public). LaTeX permite programarea aspectelor necesare în desktop publishing, inclusiv tabele, figuri și imagini, referințe încrucișate, bibliografie și note bibliografice.
Din punct de vedere al limbajului de programare, LaTeX este un limbaj de programare de nivel-înalt, util în a accede la toate resursele limbajului TeX. Deoarece TeX este un limbaj de programare de nivel scăzut s-a dovedit a fi destul de dificil de utilizat de către utilizatorii comuni, motiv pentru care LaTeX a fost construit special pentru a permite oricărui utilizator să beneficieze de puterea limbajului TeX.
Versiunea curentă este

{\displaystyle \mathrm {L\!\!^{{}_{\scriptstyle A}}\!\!\!\!\!\;\;T\!_{\displaystyle E}\!X} \,2_{\displaystyle \varepsilon }}
(LaTeX2e).  LaTeX, ca și TeX, este un program liber.

## Pronunțare
LaTeX este pronunțat [ˈleɪ.tɛx] sau [ˈlɑ.tɛx], (nu se pronunță cu [ks] deși în limba română X se citește cs), iar transcrierea fonetică în limba română este latec.
Ultimul caracter din LaTeX vine de la litera χ (chi), iar numele TeX este un derivat al termenului grecesc τέχνη (abilitate,artă (ca pricepere), tehnică).
În timp ce creatorul TeX Donald Knuth promovează pronunția /tɛx/, Lamport afirmă că el nu susține nicio variantă ca fiind corectă pentru pronunția LaTeX.
Acolo unde tipărirea permite, sigla LaTeX este afișată ca în această pagină, iar dacă posibilitățile tehnice nu permit o astfel de afișare este folosită scrierea LaTeX pentru a deosibi referirea la acest limbaj de termenul latex.

## Sistem de tipărire
Spre deosebire de diferitele programe de redactare WYSIWYG, LaTeX permite autorului să urmărească doar conținutul textului, lăsând forma acestuia în grija sistemului de tipărire. Prepararea documentului pentru tipărire se face ținând cont de o structură logică a textului prin apelul la diferiți termeni intuitivi ca: title (titlu), chapter (capitol), (section) secțiune, bibliography (bibliografie), table (tabel), (figure) figură etc. Chiar dacă conceptul general este acela de a despărți forma de conținutul textului, LaTeX permite totodată și reglaje de mare finețe acolo unde este nevoie (de exemplu în aranjarea textului în rând și în pagină).
- În exemplu de mai jos este redat un model de text introdus în format LaTeX:

```
\documentclass[12pt]{article}
\title{\LaTeX}
\date{}
\begin{document}
  \maketitle \LaTeX{} este un sistem de preg\u atire a textului pentru
  programul de tip\u arire \TeX{}. Acesta ofer\u a posibilitatea program\u arii
  caracteristicilor necesare tip\u aririi \c si faciliteaz\u a automatizarea
  sarcinilor recurente \^\i n procesul de culegere a textului, inclusiv
  numerotarea, tabele \c si figuri, referi\c te \^\i ncruci\c sate, bibliografie etc.
   \LaTeX{} a fost scris \^\i n 1984 de Leslie Lamport \c si a devenit metoda
  dominant\u a pentru utilizarea \TeX, ast\u azi pu\c tine persoane mai scriu
  direct \^\i n \TeX.
  Versiunea curent\u a este  
  \LaTeXe.
  \newline
  % Acesta este un comentariu, nu este vizibil \^\i n varianta pentru ecran.
  % Următoarele demonstreaz\u a puterea tip\u aririi cu LaTeX.
  \begin{eqnarray}
    E &=& mc^2                              \\
    m &=& \frac{m_0}{\sqrt{1-\frac{v^2}{c^2}}}
  \end{eqnarray}
\end{document}

```

- Textul astfel introdus are drept rezultat LaTeX:

- Exemplificarea modului de lucru aici, LaTeX Arhivat în 20 mai 2011, la Wayback Machine..

## Implementare, distribuții, și licență
LaTeX este în general distribuit alături de TeX și sunt disponibile variante pentru sistemele de operare Linux, Unix, Windows și MacOS X. Distribuții TeX/LaTeX disponibile sunt: TexLive (multiplatformă), teTeX (unix), fpTeX, MiKTeX (Windows), CMacTeX, și OzTex (Macintosh). Din punct de vedere al tipurilor de fișiere create, distribuțiile pot fi împărțite în două categorii: cele care creează fișiere în format DVI, și cele care creează fișiere de tip PDF. Fonturile utilizate, Computer Modern, au fost create de Donald Knuth, și oferă același aspect specific ca al fișierelor create cu TeX.
LaTeX este distribuit sub licența free software license, LaTeX Project Public License (LPPL). LPPL nu este compatibilă cu GNU General Public License, având ca cerință principală ca orice modificare a fișierelor să fie însoțită de schimbarea numelui fișierului. Există o versiune în lucru a LPPL care va fi compatibilă cu licența GPL. LPPL este în conformitate cu DFSG începând cu versiunea 1.3.

## Diacritice în limba română
Datorită caracterelor specifice utilizate în scrierea în limba română, editarea cu semnele diacritice românești poate fi destul de dificilă. O metodă accesibilă, fără utilizarea unor pachete suplimitare (Package în engleză), este scrierea cu diacritice cu ajutorul unuia din editoarele de mai jos care permit scrierea cu caractere unicode (UTF-8), iar mai apoi prin funcția de înlocuire (replace) a respectivului editor se pot substitui diacriticele cu următoarele coduri:
| Caracter            | Cod LaTeX                                                       | Ieșire LaTeX |
| ------------------- | --------------------------------------------------------------- | ------------ |
| ă Ă â Â î Î ș Ș ț Ț | \u{a} \u{A} \^{a} \^{A} \^{i} \^{I} \cb{s} \cb{S} \cb{t} \cb{T} |              |

Pentru comanda \cb se folosește pachetul combelow. Forma corectă a diacriticelor (Ș ș Ț ț) din limba română presupune o virguliță dedesubtul literelor (S s T t). Această virguliță se adaugă cu comanda \cb. Comanda \c este incorectă deoarece ea adaugă o sedilă sub literă, obținându-se un caracter turcesc. A se vedea caracterul Ș și pagina semn diacritic. Pachetul combelow poate fi descărcat de aici.
- Pentru introducerea diacriticelor poate fi utilizat un mic editor HTML, disponibil aici: Editor LaTeX Arhivat în 17 iunie 2007, la Wayback Machine.

## Editoare șiIDE
Există mai multe editoare și medii integrate de dezvoltare (IDE) disponibile.
- AUCTeX: un pachet pentru scrierea și formatarea fișierelor TeX/LaTeX pentru GNU Emacs and XEmacs
- BaKoMa TeX: Editor comercial LaTeX
- Euphoria: IDE util pentru scrierea documentelor mari (homepage)
- iTeXMac: Editor și vizualizator gratuit pentru Mac OS X.
- jEdit: Editor avansat open source scris in Java, cu suport UTF8 și Unicode disponibil pentru mai toate platformele. Suportă LaTex prin intermediul unui plugin. (homepage)
- Kile: IDE proiectat pentru KDE
- LaTeXiT: editor gratuit pentru Mac OS X
- LEd: IDE pentru MS Windows util în scrierea rapidă a documentelor TeX/LaTeX
- LyX: IDE WYSIWYM
- SciWriter: Editor WYSIWYM bazat pe XML. Permite exportare în XHTML+MathML și LaTeX (homepage)
- Scientific Notebook: Editor WYSIWYM compatibil cu MuPAD și Maple computer algebra system.
- TeXlipse: Editor LaTeX  cu sursă deschisă (open source) pentru Eclipse (Homepage)
- Texmaker: Editor LaTeX permite scrierea fișierelor pe mai multe platforme: Windows, Mac OS X și Unix (GNU/Linux binary). Este eliberat sub licență GPL license
- TeXnicCenter: IDE care rulează sub MS Windows eliberat sub GPL
- TeXShop (GPL - Mac OS X)
- TeXworks (GPL - Windows, GNU/Linux, Mac OS X)
- Vim LaTeX suite (homepage)
- WinEdt: IDE pentru Windows 9x/NT4.0/2000/XP
- WinShell: IDE pentru Windows 9x/NT4.0/2000/XP
- Winefish: Editor LaTeX GTK+, bazat pe Bluefish HTML editor (homepage)

## Unelte și pachete
- Beamer (LaTeX): LaTeX-beamer Create sophisticated, structured presentations and slides using LaTeX.
- LaTeX2RTF: Translator program which is intended to convert a LaTeX document into the RTF format

### Tutoriale
- Ghid LaTeX în limba română

### Cărți
- Mittelbach, Frank, and Goossens, Michel (2004). The LaTeX Companion, Second Edition. Addison-Wesley. ISBN 0-201-36299-6.. Resursă pentru utilizatorii intermediari și avansați LaTeX
- Lamport. LaTeX: A document preparation system, 2nd edition User's guide and reference manual. ISBN.
- Kopka, Helmut and Daly, Patrick W. Guide to LaTeX. ISBN 0-321-17385-6.
- D. F. Griffiths. Learning LaTeX., câteva pagini disponibile aici

### Ghiduri în funcție de platforme
- LaTeX, Emacs etc. for your PC Arhivat în 12 februarie 2007, la Wayback Machine. (HTML) Un ghid despre utilizarea distribuției LaTeX, Miktex și a editorului Emacs, sub Windows
- TeX on Mac OS X Ghid de utilizare TeX/LaTeX sub MacOS.